# 村上惠
村上惠（日语：／ Murakami Megumi，1985年9月14日—），日本女子沙滩排球运动员，2016年亚洲沙滩排球锦标赛女子铜牌得主、2018年亚洲沙滩排球锦标赛女子铜牌得主、2018年亚洲运动会女子沙滩排球银牌得主。